# Фиджийски език
Фиджийският език е австронезийски език, говорен от около 350 000 души във Фиджи като роден език, което е по-малко от половината население на страната; други 200 000 души го говорят като втори език. Официален език на Фиджи заедно с английския и фиджийския хиндустани от 1997 г.